# Райхсбанк
Райхсба́нк (нім. Reichsbank) — центральний банк Німецької імперії (з 1876 по 1918 р.), а пізніше — Веймарської республіки (з 1918 по 1933 р.) і Третього Райху (з 1933 по 1945 р.). Її правонаступниками стали Банк німецьких земель та Німецький емісійний банк.

## Райхсбанк Німецької імперії (1871-1918)
Згідно з монетним статутом Німецької імперії 9 липня 1873 року в державі ввели новий платіжний засіб — золота марка. Райхсбанк почав свою діяльність як центральний банк Німецької Імперії відповідно до Закону «Про банк» від 14 березня 1875 року з 1 січня 1876 року, а його попередник — Пруський банк — припиняв свою діяльність. Штаб-квартира Райхсбанку знаходилася в Берліні. Спочатку Райхсбанк підпорядковувався безпосередньо Райхсканцлеру. Центральним керівним органом Райхсбанку був уряд, президент якого призначався імператором за поданням Бундесрату. Статутний капітал банку становив 120 мільйонів марок, і цілком знаходився в розпорядженні приватних акціонерів. У 1884 році акціями банку володіли 6140 громадян Німеччини й 1462 іноземці.

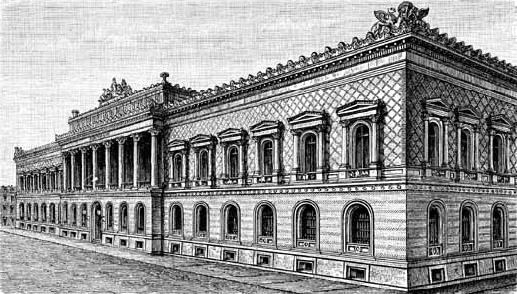
Будівля Райхсбанку на

Основним завданням Райхсбанку був контроль над вартістю і обсягом внутрішньої валюти. Правом друкувати грошові знаки поряд з Райхсбанком володіли ще 32 приватні емісійні банки. До 1889 року число приватних банків-емітентів скоротилося до 13. До 1906 року право емісії грошових знаків зберегли за собою лише чотири найбільші банки — державні банки Бадена, Баварії, Саксонії й Вюртемберга. Таке положення зберігалося аж до 1935-го року. Згідно з Монетним статутом від 9 липня 1873-го року, купюри гідністю понад 100 марок повинні були забезпечуватися резервами Райхсбанку. Незабезпечені купюри номіналом до 100 марок відповідно до Закону про випуск імперських банківських білетів від 30 квітня 1874 року мали номінал в 5, 20 і 50 марок. З ініціативи міністра фінансів Отто фон Кампгаузена в 9-му параграфі Закону про банк від 14 березня 1875 року було закріплено так зване «правило Палмера», відповідно до якого емісія грошових коштів понад забезпечення Райхсбанку обкладалася п'ятивідсотковим податком.

## Райхсбанк за часів Веймарської республіки (1918-1933)

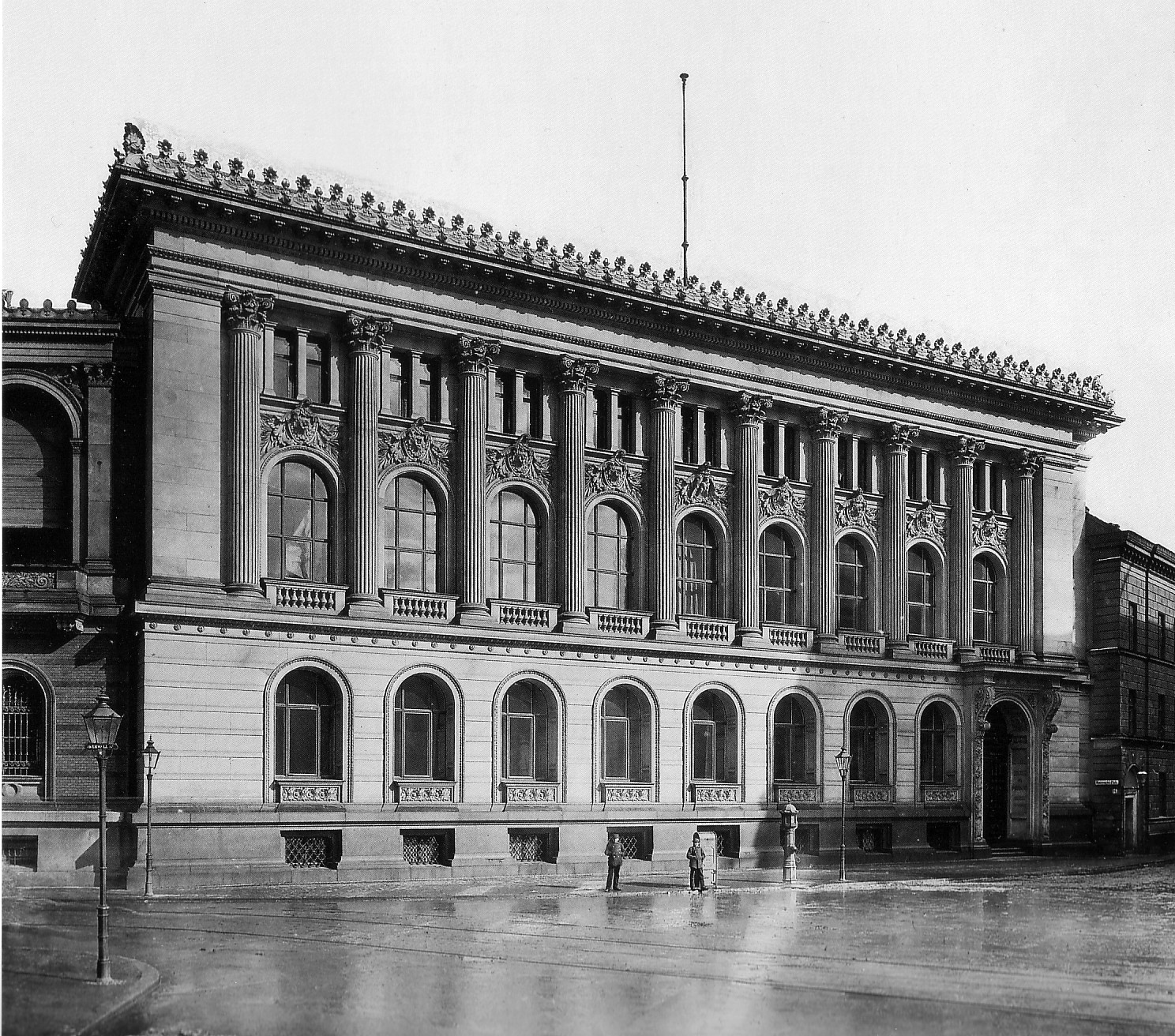
Додаткова будівля Райхсбанку

Відповідно до вимог держав Антанти з 26 травня 1922 року райхсканцлер позбавлявся права керівництва Райхсбанком, єдиним органом управління став уряд. Імперія зберігала за собою лише наглядові функції. Згідно з Планом Доза з 30 серпня 1924 року Райхсбанк ставав незалежною від уряду установою. Вибори президента Райхсбанку здійснювалися Генеральною радою, що складалася з 14 членів. При цьому 7 членів Генеральної ради були представниками Великої Британії, Франції, Італії, США, Бельгії, Голландії та Швейцарії. Іноземні члени ради не могли бути членами уряду або державними службовцями. На ці посади призначалися лише експерти галузі фінансів. З-поміж членів Генеральної ради обирався комісар з питань емісії, який займався регулюванням забезпечення грошових коштів, що знаходилися в обігу. У функції Райхспрезидента входило лише затвердження кандидатури президента Райхсбанку. У 1924 році Райхсмарка була введена як новий платіжний засіб. У 1929 році 1003340 акцій Райхсбанку належали 10016 громадянам Веймарської республіки, ще 223148 акцій знаходилося у власності 1288 іноземців.

## Райхсбанк в період Третього Райху (1933-1945)

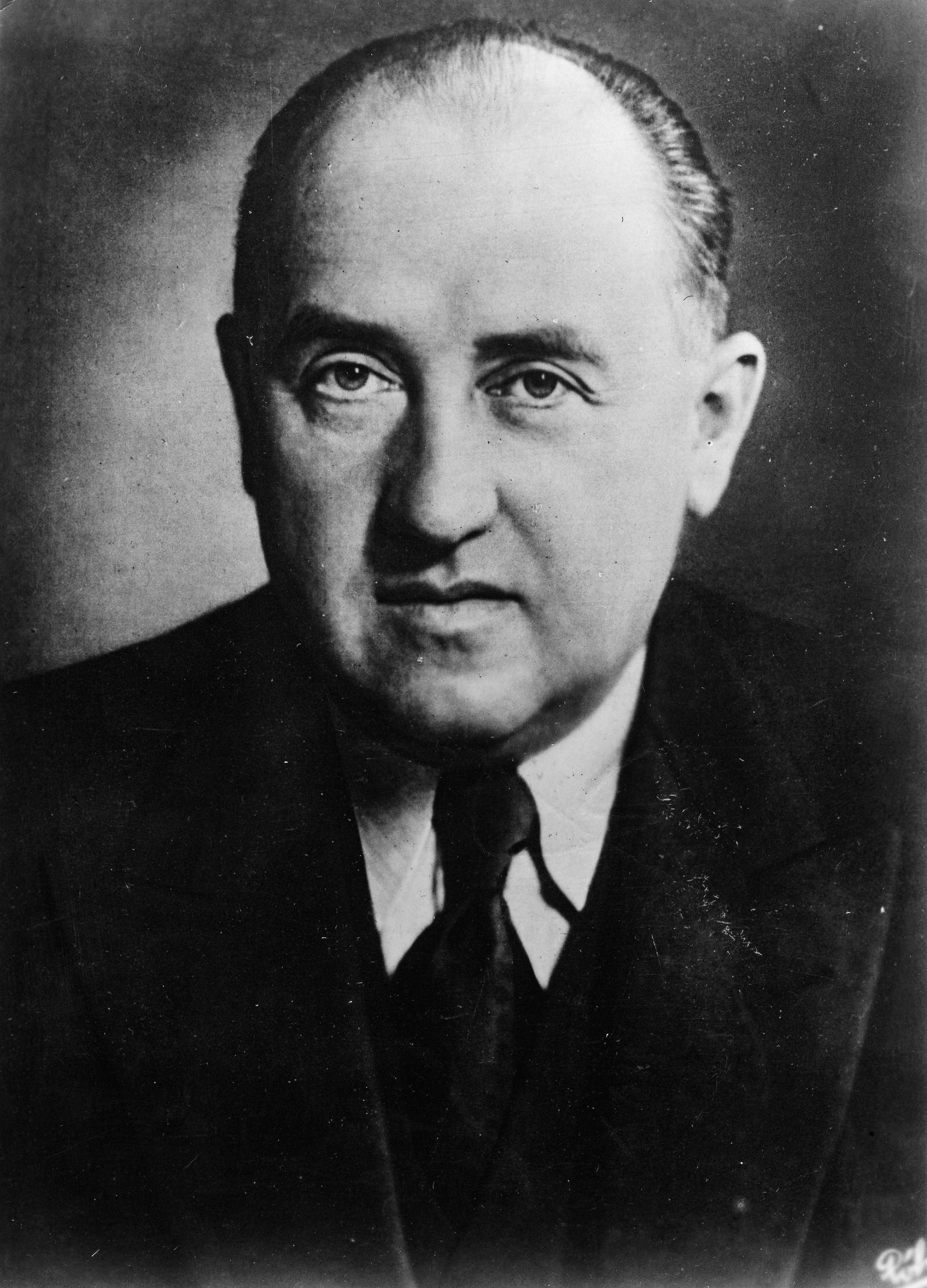
Вальтер Функ, Президент Райхсбанку в 1939—1945 рр.

Після приходу до влади в 1933 році націонал-соціалістів Генеральна рада була розформована. Право призначати та звільняти президента Райхсбанку, а також членів уряду, було закріплено за райхспрезидентом. З 10 лютого 1937 року, згідно із Законом про регулювання відносин Райхсбанку та Німецької імперської залізниці, Райхсбанк знову переходив у підпорядкування уряду Райху. У січні 1939-го року президент Райхсбанку Ялмар Шахт був відсторонений від посади, а 15 червня 1939 року було видано Закон про Райхсбанк, який перейменовував центральний банк Райху в Німецький Райхсбанк і ставив його в безпосереднє підпорядкування «фюреру і райхсканцлеру» Адольфу Гітлеру. Питання видачі кредитів Райху передавалося в руки Гітлера. Таким чином, Німецький Райхсбанк ставав лише «шестернею в механізмі німецької військової економіки». 1 травня 1942-го року Райхсбанк, яким з 1939-го року керував міністр економіки Райху Вальтер Функ, отримав звання «зразкової націонал-соціалістичної установи». Фактичне керівництво Райхсбанком в той час здійснював Еміль Пуль, що був у тісних відносинах з елітою Третього райху і з 1939-го року обіймав посаду «виконавчого віцепрезидента» Німецького Райхсбанку.

## Після Другої світової війни
Німецький Райхсбанк припинив своє існування після закінчення Другої світової війни. Його правонаступниками стали заснований у 1948-му році Банк німецьких земель і створений у 1957-му році Німецький федеральний банк. Багато співробітників Райхсбанку отримали схожі посади в цих нових установах. Банківські установи зберегли свої колишні адреси. Крім того, Німецький федеральний банк частково взяв на себе боргові зобов'язання Райхсбанку. У 1961-му році Німецький федеральний банк задовольнив претензії 20 тисяч акціонерів Райхсбанку.

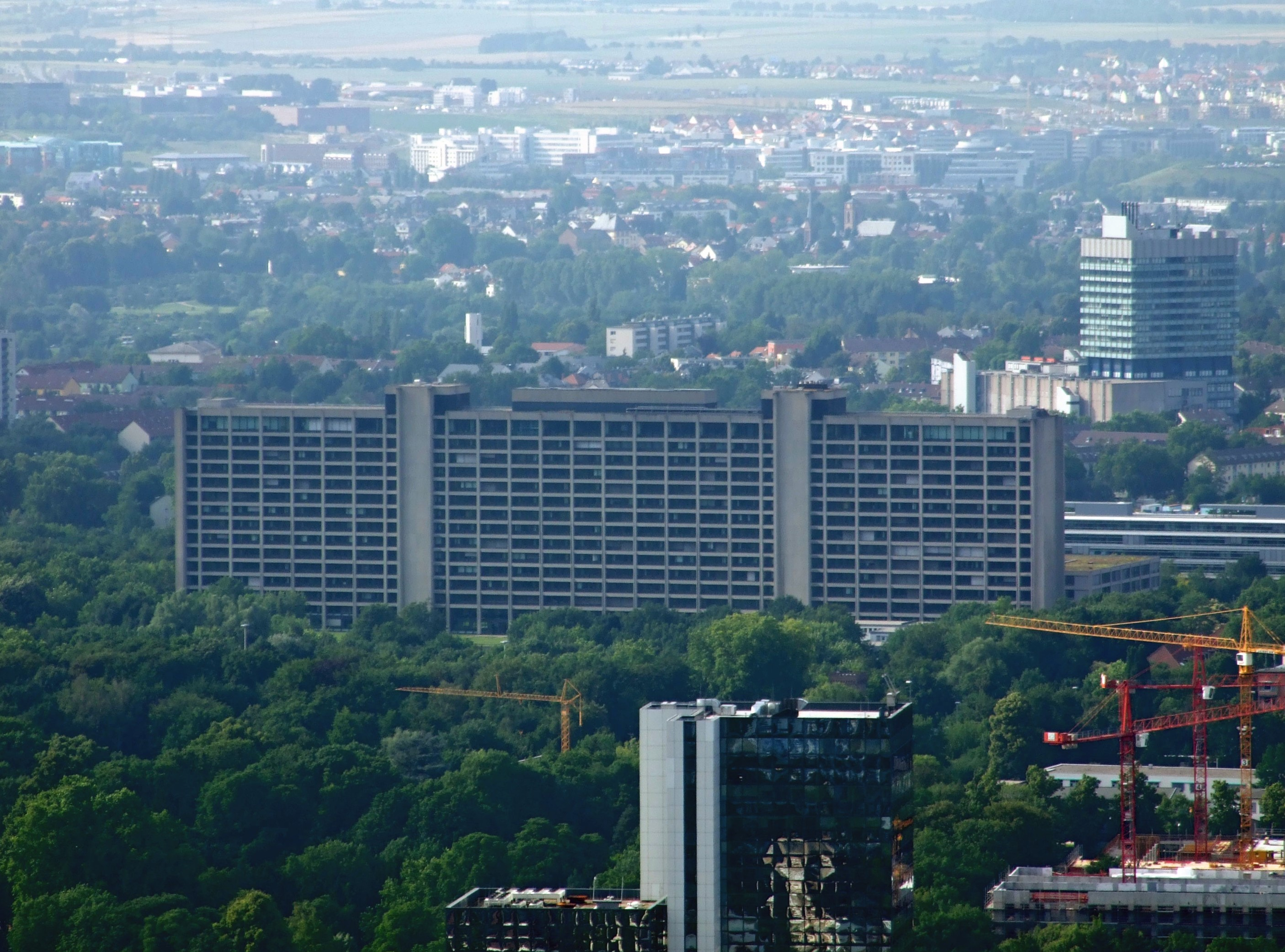
Німецький федеральний банк (Франкфурт-на-Майні)

На території НДР після закінчення війни створили Німецький емісійний банк (з 1968 року Державний банк НДР).

## Штаб-квартира Райхсбанку
З 1891 року штаб-квартира Райхсбанку розташовувалася у Берліні за адресою Jägerstraße, 34-38. У 1934—1940 роках для банку побудували ще один будинок на площі Вердершен Маркт. Після Другої світової війни ця будівля, попри руйнування верхніх поверхів, вже з липня 1945 року використовувалося Міською адміністрацією Берліна, а з 1949-го року — Міністерством фінансів НДР. З 1959-го року в цій будівлі знаходилася адміністрація голови Політбюро Соціалістичної єдиної партії Німеччини Вальтера Ульбріхта і його наступника Еріха Гонекера. Крім того, тут розташовувався сам Центральний комітет Соціалістичної єдиної партії Німеччини, ряд партійних комітетів і окружна адміністрація Берліна.

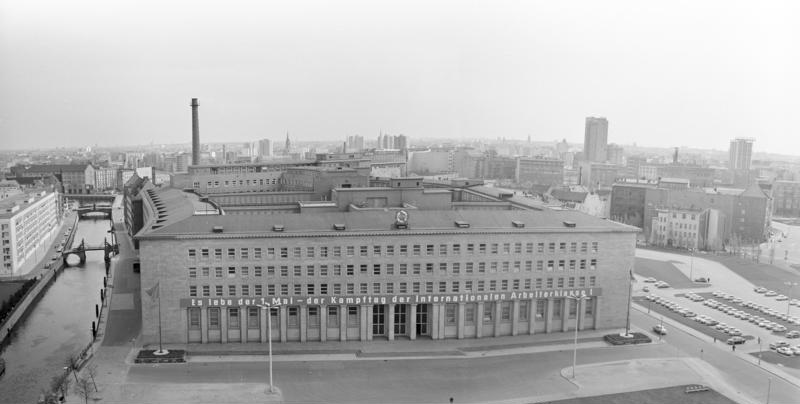
ЦК Політбюро СЄПН

З 1 червня по 2 жовтня 1990 року ця будівля мала назву «Будинок Парламентарів» і використовувалася Народною палатою НДР. Після цього будівля перейшла у федеральну власність. У 1997—1999 роках будівля зазнала значної реконструкції. 20 січня 2000 року тут розмістилося Міністерство закордонних справ Німеччини.
Частина будівлі використовувалася Федеральним банком Німеччини як філія аж до 2007 року. Будівля знаходиться під захистом держави як пам'ятка архітектури.

## Організаційна структура
Райхсбанк був акціонерним товариством (без контрольного пакета акцій) під контролем держави, управлявся Директорією Райхсбанку (Reichsbankdirektorium), що складалася з президента Райхсбанку (Reichsbankpräsident), віцепрезидента Райхсбанку (Reichsbankvizepräsident) і директорів Райхсбанку (Reichsbankdirektor), призначалася Бундесратом (з 1919 року — парламент) за пропозицією імператора (з 1919 року президентом). Мав головні управління Райхсбанку (Reichsbankhauptstelle) в більшості земель і провінцій:
- Головне управління Райхсбанку в Кенігсберзі (Reichsbankhauptstelle Königsberg) (Східна Пруссія)
  - Управління Райхсбанку в Мемелі (Reichsbankhauptstelle Memel) (до 1919 року)
  - Управління Райхсбанку в Тільзіті (Reichsbankhauptstelle Tilsit)
- Головне управління Райхсбанку в Данцигу (Reichsbankhauptstelle Danzig) (Західна Пруссія) (до 1919 року)
  - Управління Райхсбанку в Торне (Reichsbankstelle Thorn)
  - Головна урядова каса в Маріенвердері (Regierungshauptkasse Marienwerder)
  - Управління Райхсбанку в Ельбінзі (Reichsbankstelle Elbing)
- Головне управління Райхсбанку в Позені (Reichsbankhauptstelle Posen) (Позень) (до 1919 року)
  - Управління Райхсбанку в Бромберзі (Reichsbankstelle Bromberg)
  - Управління Райхсбанку в Грауденці (Reichsbankstelle Graudenz)
- Головне управління Райхсбанку в Бреслау (Reichsbankhauptstelle Breslau) (Сілезія)
  - Управління Райхсбанку в Глогау (Reichsbankstelle Glogau)
  - Управління Райхсбанку в Герліці (Reichsbankstelle Görlitz)
  - Управління Райхсбанку в Гляйвіце (Reichsbankstelle Gleiwitz)
  - Управління Райхсбанку в Лігниці (Reichsbankstelle Liegnitz)
- Головне управління Райхсбанку в Шецині (Reichsbankhauptstelle Stettin) (Померанія)
  - Управління Райхсбанку в Штольпе (Reichsbankstelle Stolp)
  - Управління Райхсбанку в Штральзунді (Reichsbankstelle Stralsund)
- Головна каса Райхсбанку (Reichsbankhauptkasse)
  - Управління Райхсбанку в Котбусі (Reichsbankstelle Cottbus)
  - Управління Райхсбанку у Франкфурті-на-Одері (Reichsbankstelle am Oder)
  - Управління Райхсбанку в Ландсберзі-на-Варті (Reichsbankstelle Landsberg an der Warthe)
- Головне управління Райхсбанку в Магдебурзі (Reichsbankhauptstelle Magdeburg) (Прусська Саксонія й Анхальт)
  - Управління Райхсбанку в Ерфурті (Reichsbankstelle Erfurt)
  - Управління Райхсбанку в Галле (Reichsbankstelle Halle)
  - Управління Райхсбанку в Нордгаузені (Reichsbankstelle Nordhausen)
- Головне управління Райхсбанку в Гамбурзі (Reichsbankhauptstelle Hamburg) (Шлезвіг-Гольштейн, Гамбург і Любек)
  - Управління Райхсбанку у Фленсбурзі (Reichsbankstelle Flensburg)
  - Управління Райхсбанку в Кілі (Reichsbankstelle Kiel)
  - Управління Райхсбанку в Любеку (Reichsbankstelle Lübeck)
- Головне управління Райхсбанку в Ганновері (Reichsbankhauptstelle Hannover) (Ганновер, Брауншвайг, Ольденбург і Шаумбург-Ліппе)
  - Управління Райхсбанку в Емдені (Reichsbankstelle Emden)
  - Управління Райхсбанку в Брауншвайзі (Reichsbankstelle Braunschweig)
  - Управління Райхсбанку в Оснабрюці (Reichsbankstelle Osnabrück)
- Головне управління Райхсбанку в Дортмунді (Reichsbankhauptstelle Dortmund) (Вестфалія і Ліппе)
  - Управління Райхсбанку в Мюнстері (Reichsbankstelle Münster)
  - Управління Райхсбанку в Білефельді (Reichsbankstelle Bielefeld)
  - Управління Райхсбанку в Міндені (Reichsbankstelle Minden)
- Головне управління Райхсбанку в Кольні (Reichsbankhauptstelle Cöln) (Рейнська провінція)
  - Управління Райхсбанку в Аахені (Reichsbankstelle Aachen)
  - Управління Райхсбанку в Кобленці (Reichsbankstelle Coblenz)
  - Головна урядова каса в Трірі (Regierungshauptkasse Trier)
  - Управління Райхсбанку в Крефельді (Reichsbankstelle Crefeld)
  - Управління Райхсбанку в Дюссельдорфі (Reichsbankstelle Düsseldorf)
  - Управління Райхсбанку в Ельберфельді (Reichsbankstelle Elberfeld)
  - Управління Райхсбанку в Ессені (Reichsbankstelle Essen)
  - Управління Райхсбанку в Зигені (Reichsbankstelle Siegen)
- Головне управління Райхсбанку у Франкфурті-на-Майні (Reichsbankhauptstelle Frankfurt am Main) (Гессен, Гессен-Нассау і Вальдек)
  - Управління Райхсбанку в Касселі (Reichsbankstelle Cassel)
  - Управління Райхсбанку в Майнці (Reichsbankstelle Mainz)
- Головне управління Райхсбанку в Бремені (Reichsbankhauptstelle Bremen) (Бремен)
- Головне управління Райхсбанку в Лейпцигу (Reichsbankhauptstelle Leipzig) (Саксонія)
  - Управління Райхсбанку в Гемніці (Reichsbankstelle Chemnitz)
  - Управління Райхсбанку в Дрездені (Reichsbankstelle Dresden)
  - Управління Райхсбанку в Гері (Reichsbankstelle Gera)
- Головне управління Райхсбанку в Маннхеймі (Reichsbankhauptstelle Mannheim) (Баден)
  - Управління Райхсбанку в Карлсруе (Reichsbankstelle Karlsruhe)
- Головне управління Райхсбанку в Штутгарті (Reichsbankhauptstelle Stuttgart) (Вюртемберг)
- Головне управління Райхсбанку в Мюнхені (Reichsbankhauptstelle München) (Баварія)
  - Управління Райхсбанку в Нюрнберзі (Reichsbankstelle Nürnberg)
  - Управління Райхсбанку в Аугсбурзі (Reichsbankstelle Augsburg)
- Головне управління Райхсбанку в Страсбурзі (Reichsbankhauptstelle Strasburg) (Ельзасс-Лотарингія) (до 1919 року)
  - Управління Райхсбанку в Меці (Reichsbankstelle Metz)
  - Управління Райхсбанку в Мюльгаузені (Reichsbankstelle Mülhausen)[14]

## Президенти Райхсбанку
- 1876-1890 Герман фон Дехенд
- 1890-1908 Ріхард Кох
- 1908-1923 Рудольф Хавенштайн
- 1923-1930 Ялмар Шахт
- 1930-1933 Ганс Лютер
- 1933-1939 Ялмар Шахт
- 1939-1945 Вальтер Функ